# Phénicia Dupras
Pour les articles homonymes, voir Dupras.
Phénicia Dupras, née le 8 août 1996, est une kayakiste française. Elle est licenciée au Canoë-Kayak Club de la Vallée de l'Ain (CKCVA) basé à Ambronay dans l'Ain.

## Carrière
Elle est sacrée championne du monde de descente en sprint K1 par équipe aux Championnats du monde de descente 2016. Elle est aussi lors de ces Mondiaux médaillée de bronze en K1 classique par équipe.
Aux Championnats du monde de descente 2017, elle remporte la médaille d'or en sprint K1 par équipe.
Aux Mondiaux de descente 2019, elle est médaillée d'or en K1 sprint et médaillée d'argent en K1 sprint par équipe.
Aux Mondiaux de descente 2021, elle est médaillée de bronze en K1 par équipe.
Elle est médaillée d'or en K1 sprint et classique par équipes aux Championnats du monde de descente de canoë-kayak 2022,.